# Jorge Gottau

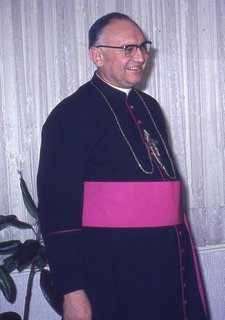
Bischof Gottau zu Besuch in Herne

Jorge Gottau CSsR (* 23. Mai 1917 in Esteban Agustín Gascón, Buenos Aires, Argentinien; † 24. April 1994 in Buenos Aires) war erster Bischof von Añatuya.

## Herkunft und Berufung
Als eines von 11 Kindern der nach Argentinien eingewanderten Wolgadeutschen Joseph Gottau und Juliana Bahl verlebte er seine Kindheit in der Colonia San Miguel Arcángel in der Provinz Buenos Aires, aus der auch die Bischöfe Jorge Mayer, Enrique Rau und Alejandro Schell stammen.
Gottau Jorge erhielt seine Grundschulbildung in der Schule Niño Jesús in der oben genannten Kolonie. Schon früh fühlte er seine priesterliche Berufung und trat mit 12 Jahren in das Knabenseminar der Redemptoristen in Bella Vista in Buenos Aires ein. Im Frühjahr 1937 zog er für sein Noviziat in die Niederlassung Manuel Campos der Redemptoristen in der Nähe von Pergamino. Am 2. Februar 1938 legte er dort seine Ordensgelübde ab. Später zog er nach Villa Allende, wo er sein Studium als Seminarist in Philosophie und Theologie begann. Dort erhielt er eine Ausbildung zum Missionspriester.
Am 19. Dezember 1942 empfing er die Priesterweihe. Er feierte seine Primiz in Santa Teresa in der Provinz La Pampa und diente als Pastor in der Ortschaft Darregueira in der Provinz Buenos Aires. 1956 wurde er zum Provinzial der Redemptoristen in Argentinien gewählt.

## Bischof
Papst Johannes XXIII. ernannte ihn am 12. Juni 1961 zum ersten Bischof von Añatuya. Am 27. August desselben Jahres spendete ihm der Erzbischof von Buenos Aires, Antonio Kardinal Caggiano, die Bischofsweihe; Mitkonsekratoren waren der Erzbischof von Tucumán, Juan Carlos Aramburu, und der Altbischof von Florida, Miguel Paternain CSsR. Als Wahlspruch wählte er die Worte Ad Jesum per Mariam. Am 1. Oktober 1961 übernahm er offiziell die Diözese Añatuya.
Gottau nahm als Konzilsvater an allen vier Sitzungsperioden des Zweiten Vatikanischen Konzils teil.

## Missionsbischof
Das neu geschaffene Bistum hatte nur sieben Pfarreien und sieben Priester für 160.000 Gläubige (1964) auf 68.000 km². Gottau reiste sofort in seiner Diözese umher, nahm die schlechten wirtschaftlichen Verhältnisse wahr und begann den Aufbau weitreichender Hilfe in Santiagueño Chaco-Region. Er konnte für diese große Aufgabe auf das Vertrauen mehrerer Diözesen in Deutschland und auf Kontakte mit vielen einzelnen deutschen Pfarreien bauen. So besuchte Gottau auf Vermittlung von ADVENIAT während des 2. Vatikanischen Konzils u. a. die Gemeinde St. Peter und Paul in Straelen und Herz-Jesu in Herne und fand in den damaligen Pfarrern Wilhelm Mehring und Alfons Vogt aufgeschlossene Gastgeber. Auch fand er wertvolle pastorale Mitarbeiter und Förderer in verschiedenen Teilen Europas und Lateinamerikas. Während der 31 Jahre, die er Leiter der Diözese war, wurden 15 neue Pfarreien und 200 Kapellen errichtet, deren geistiges Leben nicht nur von Priestern und Ordensleuten (deren Anzahl deutlich anstieg) gehalten wurde, sondern er konnte auch auf ein breites Netz von Laien innerhalb und außerhalb der Diözese bauen. Er gründete weiterhin 26 Schulen (15 lokale Grundschulen, 8 Oberschulen, 2 Fakultäten und eine Sonderschule), Agrar- und Technikzentren, Berufsbildungszentren und Workshops. Auch sieben Häuser für Kinder, ältere und behinderte Menschen entstanden unter seiner Federführung.
Auch die Gesundheitsförderung lag ihm sehr am Herzen. So ließ er Kanäle, Brunnen und Gesundheitszentren errichten. Eins seiner wichtigsten Projekte war die Beseitigung der Triatoma infestans, welcher einer der Chagas-Krankheitserreger ist, durch gezielte Bebauungspläne in den besonders betroffenen Gebieten. Durch den Ausbau der argentinischen Caritas in allen Pfarreien konnten Armenspeisen, Sportzentren und ein Kulturzentrum unterhalten werden. Durch seine Förderung von Genossenschaften profitierten zudem die Kleinbauern in seinem Bistum. 1982 begann in der Diözese ein Projekt der Eigenwerbung Projekt Salado, deren Ziel die Bildung von Gemeinschaftsorganisationen, Trainingsleiter und Unterhalter zu schaffen, welche durch umfassende Förderung eine stabile Bevölkerungsdichte erreicht und eine Abwanderung von Arbeitskräften in anderen Provinzen verhindert. Als großen Unterstützer dieses Projekts konnte er das Bischöfliche Hilfswerk Misereor gewinnen um technische Teams und Sozialarbeiter auszubilden. Das Ergebnis dieses Projektes war 1991 die Gründung der Union der Kleinbauern von Nord-Salado (Unión de Pequeños Productores Productores Salado Norte UPPSAN).

## „Weniger ist mehr“
Bei der Vollversammlung der Bischöfe der Bischofskonferenz Argentiniens wurde 1970 nach einem Vorschlag Gottaus eine nationale Sammlung geschaffen, welche den Vorbildern von Adveniat und Misereor folgend die ärmsten Diözesen des Landes unterstützen sollte. Eine Bischöfliche Kommission der Unterstützung für bedürftigen Regionen wurde geschaffen und wird von einem Vorsitzenden und drei bis fünf Mitgliedern geleitet. Eine Task Force bestimmt über Studien die Bedürftigkeit einer Diözese. Diese Studien berücksichtigten Gebiete, deren Einwohner in menschenunwürdigen Lebensbedingungen leben, deren Fehlen von Arbeitsplätzen und/oder Schulen einen Mangel an Bildung auszeichnet. Diese Nationale Sammlung erhielt den Titel Weniger ist mehr. Die Sammlung, die seit mehr als vier Jahrzehnten ununterbrochener durchgeführt wird, findet jährlich in ganz Argentinien statt.

## Ruhestand
Nach seinem 75. Geburtstag trat er am 21. Dezember 1992 in den Ruhestand. Durch den Gouverneur von Santiagueño Carlos Mujica wurde er als Anerkennung seiner umfangreichen Arbeiten zum Ehrenbürger der Region ernannt. Gottau wohnte als emeritierter Bischof von Añatuya bis zu seinem Tod in Buenos Aires. Beigesetzt wurde er in der Bischofskirche in Añatuya.

## Anerkennung und Vermächtnis
Am 1. März 1996 wurde die fundacion gottau gegründet, deren Hauptziel die Entwicklung der Chaco-Region Santiagueño in Fortsetzung der Arbeit Gottaus ist. Inspiriert von seinem Wirken sind ihre Aufgaben die weitere Information über die Lebensrealität der Menschen in der Diözese Añatuya, die Weiterentwicklung der Freiwilligenarbeit der Spendensammlungen und die Bildung einer Gemeinschaft, welche die Entwicklung der Region und ihrer Bewohner fördern soll.
Bald nach seinem Tod wurde der Ruf nach seiner Seligsprechung laut. Nach Abschluss der üblichen Untersuchung des Lebens durch den Ortsbischof von Buenos Aires Erzbischof Jorge Mario Bergoglio erteilte die Kongregation für die Selig- und Heiligsprechungsprozesse im Jahr 2010 ihre Genehmigung für die Durchführung des Seligsprechungsprozesses. Nach den Untersuchungen durch die römische Kongregation wurde ihm der heroische Tugendgrad zuerkannt. Jorge Gottau wird heute als Bischof der humanitären Entwicklung und als Symbol im Kampf gegen die extreme Armut verehrt.